# エリーゼ・リスト

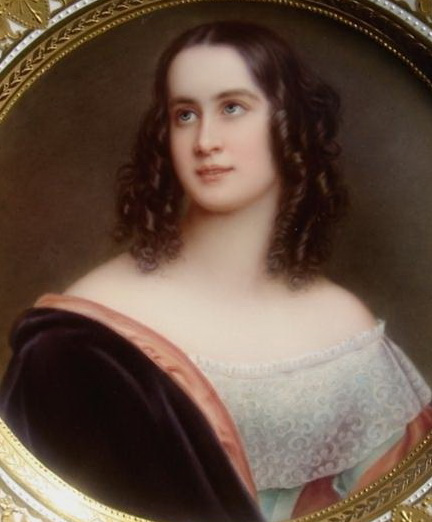
エリーゼ・リスト、シュティーラー画、1842年

エリーゼ・フリーデリケ・マティルデ・リスト（Elise Friederike Mathilde List, 1822年7月1日 シュトゥットガルト - 1893年1月4日 ミュンヘン）は、ドイツのソプラノ歌手。バイエルン王ルートヴィヒ1世が宮廷画家ヨーゼフ・カール・シュティーラーに描かせた美人画のコレクション美人画ギャラリーのモデルの1人。
19世紀ドイツを代表する大経済学者フリードリヒ・リストと、神学者・詩人のダーフィト・クリストフ・ザイボルトの娘カロリーネ・ザイボルトの間に生まれた次女。父の仕事の都合や政治亡命により、シュトゥットガルト、ライプツィヒ、テュービンゲンのドイツ各都市及びアメリカ合衆国東部などを転々としながら育つ。クララ・シューマンとロベルト・シューマンの夫婦とは、幼い頃から家族ぐるみの付き合いがあった。ライプツィヒ時代に歌手を志望するようになり、パリに留学して歌唱を専門的に学んだ。パリではフランツ・リストにその美貌を称賛されたほか、フェリックス・メンデルスゾーンや、旧知のシューマン夫妻から歌声を高く評価された。
1840年ライプツィヒのゲヴァントハウスと専属契約を結ぶが、極度の舞台恐怖症のため契約を解消せざるを得なくなった。1842年の冬、ベルリンの舞台に立ったが成功とは言い難く、これを最後に歌手を引退した。しかしこのときプロイセン王妃エリーザベト・ルドヴィカがエリーゼを異母兄のバイエルン王ルートヴィヒ1世に紹介し、「歌声もそれなりにきれいですが、それよりも顔立ちの美しさに目が行くような歌手ですから、あなたの美人画ギャラリーにぴったりの人です」と書き送った 。シュティーラーによるエリーゼの肖像画は1842年に描かれた。
1845年3月27日バート・イシュルで、オーストリアの裕福な実業家パッヒャー・フォン・タインブルク家の次男グスタフ・パッヒャー・フォン・タインブルク（1808年 - 1852年）と結婚、間に2男2女をもうけた。夫と死別後はミュンヘンに移る。1879年に次女を亡くした後は心身の体調を崩し、長く患った。1893年肺炎のため死去。

## 引用・脚注
1. ↑  Ancestry
https://www.ancestry.com › records
Elise Friederike Mathilde List 1822-1893
2. ↑  S. K. Ludovic, "A King's Gallery of Beauty" Strand Magazine (January 1902): 16–23.
3. ↑  Isabella Pfaff: Die Familie. In: Stadt Reutlingen Heimatmuseum und Stadtarchiv (Hrsg.): Friedrich List und seine Zeit: Nationalökonom, Eisenbahnpionier, Politiker, Publizist, 1789–1846: Katalog und Ausstellung zum 200. Geburtstag unter der Schirmherrschaft des Ministerpräsidenten Dr. h. c. Lothar Späth. Reutlingen 1989, ISBN 3-927228-19-2, S. 198 ff.
4. 1 2 3 4 5  “Emilie List (1818–1902) and Elise Pacher von Theinburg, née List (1822–1893)”. Schumann Portal. 2025年4月9日閲覧。
5. ↑  Haus der Bayerischen Geschichte
https://hdbg.eu › objekte › index
Elise List (1842), https://hdbg.eu/koenigreich/index.php/objekte/index/id/889
6. ↑  Flickr
https://www.flickr.com › photos
Elise List (1 July, 1822 – 4 January, 1893), https://www.flickr.com/photos/1way/713082328
7. ↑  Ancestry
https://www.ancestry.com › records
Elise Friederike Mathilde List 1822–1893, https://www.ancestry.com/genealogy/records/elise-friederike-mathilde-list-24-232x3c